# Departamento de Mercedes
Departamento de Mercedes är en kommun i Argentina.   Den ligger i provinsen Corrientes, i den nordöstra delen av landet, 600 km norr om huvudstaden Buenos Aires. Antalet invånare är 39 206.
Trakten runt Departamento de Mercedes består i huvudsak av gräsmarker. Runt Departamento de Mercedes är det mycket glesbefolkat, med 4 invånare per kvadratkilometer.